# Тороидальный граф

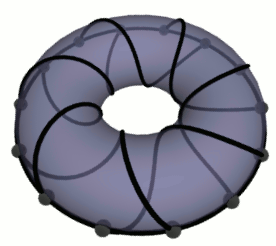
Кубический граф с 14 вершинами, вложенный в тор

Тороида́льный граф — граф, который можно нарисовать на торе так, что его рёбра пересекаются только по общим вершинам.
Формально говоря, это граф который допускает вложение в тор.

## Свойства
- Хроматическое число любого тороидального графа не превышает 7[1].
  - Пример тороидального графа с хроматическим числом 7 — полный граф {\displaystyle K_{7}}[2].

- Хроматическое число любого тороидального графа без треугольников не превосходит 4[3].

- По аналогии с теоремой Фари, любой тороидальный граф можно нарисовать с рёбрами в виде отрезков в прямоугольнике с периодическими границами (то есть противоположные границы квадрата отождествляются)[4]. Кроме того, в этом случае применима теорема Татта.

- Тороидальные графы допускают книжное вложение с максимум 7 листами[5].

- Теорема Робертсона — Сеймура гарантирует, что тороидальные графы можно определить конечным набором запрещённых графов. Однако набор запрещённых графов в этом случае неизвестен, и их число не менее 250815[6].

## Примеры
- Любой граф с числом пересечений равным 1 тороидален.
  - В частности, таковы полный граф {\displaystyle K_{5}} и полный двудольный граф {\displaystyle K_{3,3}} (граф «домики и колодцы») и все остальные лестницы Мёбиуса.
- полный граф {\displaystyle K_{7}},
- полный двудольный граф {\displaystyle K_{4,4}},
- граф Петерсена,
- граф Хивуда,
- граф Мёбиуса — Кантора[7],
- один из снарков Блануши[8].